# Boxa als Jocs Olímpics d'Estiu de 1932
Als Jocs Olímpics d'Estiu de 1932 celebrats la ciutat de Los Angeles (Estats Units) se celebraren 8 competicions de boxa, totes elles en categoria masculina. La competició va desenvolupar-se entre els dies 9 i 13 d'agost de 1932.

## Comitès participants
Hi participaren un total de 85 boxadors de 18 comitès nacionals diferents:
| - Alemanya (8) - Argentina (8) - Canadà (7) - Dinamarca (2) - Estats Units (8) - Filipines (4) - Finlàndia (2) - França (6) - Grècia (1) | - Hongria (2) - Irlanda - Itàlia (8) - Japó (5) - Mèxic (6) - Nova Zelanda (3) - Regne Unit (3) - Sud-àfrica (5) - Suècia (3) |

## Resum de medalles
| Prova                            | Or               | Plata              | Bronze          |
| Pes mosca - 50.8 kg detalls      | István Énekes    | Francisco Cabañas  | Louis Salica    |
| Pes gall - 53.5 kg detalls       | Horace Gwynne    | Hans Ziglarski     | José Villanueva |
| Pes ploma - 57.2 kg detalls      | Carmelo Robledo  | Josef Schleinkofer | Allan Carlsson  |
| Pes lleuger - 61.2 kg detalls    | Lawrence Stevens | Thure Ahlqvist     | Nathan Bor      |
| Pes wèlter - 66.7 kg detalls     | Edward Flynn     | Erich Campe        | Bruno Ahlberg   |
| Pes mitjà - 72.6 kg detalls      | Carmen Barth     | Amado Azar         | Ernest Peirce   |
| Pes semipesant - 79.4 kg detalls | David Carstens   | Gino Rossi         | Peter Jørgensen |
| Pes pesant + 79.4 kg detalls     | Santiago Lovell  | Luigi Rovati       | Frederick Feary |

## Medaller
| Posició | País         | Or | Argent | Bronze | Total |
| 1       | Argentina    | 2  | 1      | 0      | 3     |
| 2       | Estats Units | 2  | 0      | 3      | 5     |
| 3       | Sud-àfrica   | 2  | 0      | 1      | 3     |
| 4       | Canadà       | 1  | 0      | 0      | 1     |
| 4       | Hongria      | 1  | 0      | 0      | 1     |
| 6       | Alemanya     | 0  | 3      | 0      | 3     |
| 7       | Itàlia       | 0  | 2      | 0      | 2     |
| 8       | Suècia       | 0  | 1      | 1      | 2     |
| 9       | Mèxic        | 0  | 1      | 0      | 1     |
| 10      | Dinamarca    | 0  | 0      | 1      | 1     |
| 10      | Filipines    | 0  | 0      | 1      | 1     |
| 10      | Finlàndia    | 0  | 0      | 1      | 1     |